# Jonas Rano
Jonas Rano est un écrivain, journaliste, poète et chercheur français né le 29 mars 1949 à Saint-Esprit en Martinique. 
Il est notamment à l'origine du concept de Créolitude, « mélange réconcilié d'une négritude rebelle et d'une créolité paisible». Il est chercheur correspondant au Centre de Recherche sur les Médiations (CREM) à l'université de Lorraine. Il est également le Directeur général du magazine Racines et Couleurs.

## Biographie

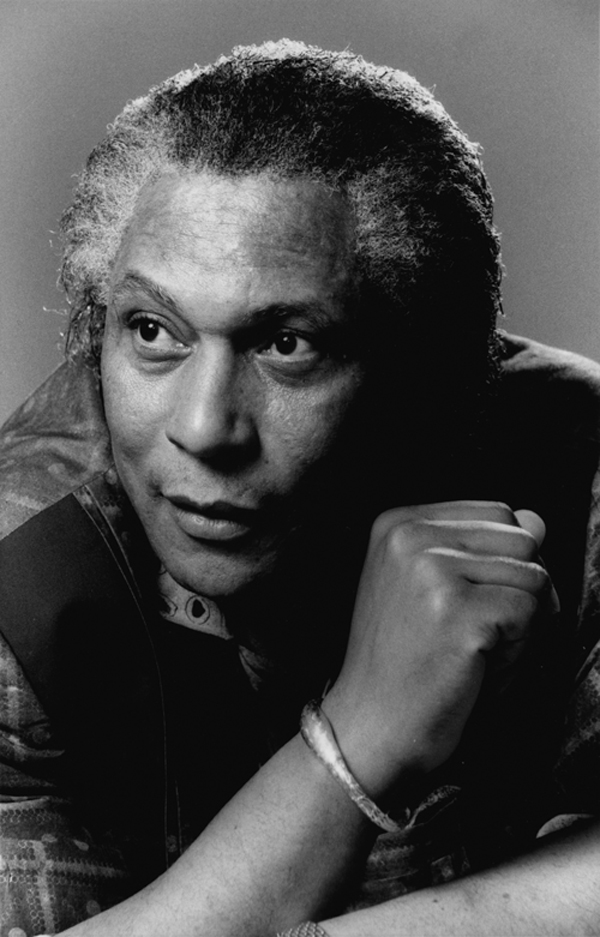
Jonas Rano en 2000.

Jonas Daniel Rano est né le 29 mars 1949 à Saint-Esprit, en Martinique. C’est là qu’il fait ses études jusqu’à la troisième, au collège de Saint-Esprit. Le jeune Jonas, déjà poète, « gardera le souvenir d’un parfum bouleversant d’essence inconnue que, par un dimanche inoubliable, lui apporta l’alizé par la fenêtre ouverte sur la belle et riante campagne du collège de Saint-Esprit ». Après avoir terminé sa troisième, Jonas Rano doit quitter sa Madinina natale pour la métropole afin de poursuivre ses études à Poitiers.
À l’âge de 19 ans, à la suite des événements de 1968, il arrête ses études et rejoint l’armée[réf. souhaitée]. Il va se classer troisième de sa promotion et, grâce à ce résultat, peut changer d’arme. Les portes de l’école des sous-officiers d’active de Saint-Maixent lui sont ouvertes. Fin mars 1969, diplôme en poche, il est affecté à la base d’aviation de Nancy. À Nancy, il étudie l’électricité, la métrologie et l'organisation. Il est admis ensuite à l’École supérieure et d’application du matériel (ESAM) de Bourges, qu’il quitte avec le brevet de mécanicien du premier degré avions et hélicoptères (SA330, Allouette II, Alouette III, BELL G1, etc.).
Il travaille alors quatre ans à l’aéroport de Lille-Lesquin. Il revient à Bourges en 1973 pour un stage d’apprentissage d’un nouvel hélicoptère de l’aérospatiale, puis en 1974 pour obtenir, avec mention, le second degré de son brevet technique.
Après une mutation en Allemagne, il revient en France en 1976 sur la base de Phalsbourg en Moselle. Il y occupe successivement les postes de chef d’équipe, d’adjoint au chef d’atelier d’hélicoptères légers, d’adjoint au chef d’atelier d’hélicoptères lourds. Sa carrière se poursuit en Afrique à partir de 1979 avec des missions au Tchad, en Centrafrique, au Cameroun ou au Nigeria.
À son retour en France, un grave accident de la route l’immobilise pendant 6 mois sur un lit d’hôpital. Il quitte l’armée à sa guérison. Il aura mis à profit son hospitalisation pour reprendre l’écriture. En 1982, après avoir quitté l’armée, Jonas Rano travaille pour l’aviation civile et occupe même un poste de directeur technique. À partir de 1983, l’écriture va prendre une place de plus en plus importante. 

### Littérature
La vie de Jonas Rano se passe désormais entre conférences et animations culturelles, avec en parallèle la création de la revue Racines et Couleurs. La revue recevra, en 1990, l’Oscar du meilleur magazine afro-antillais[source insuffisante] et porte à l’international la culture antillaise[réf. souhaitée]. La revue est au centre de nombreuses rencontres avec des personnalités et des universitaires de renom à travers le monde. 
Porté par sa passion pour la culture créole, Jonas Rano en devient un fervent défenseur. Dans son parcours littéraire, il s’intéresse à la culture créole dans son sens le plus large, une culture qui ne se limite pas à un pays ou une nationalité. Ainsi que le définissent le professeur Jean Barnabé et les romanciers Patrick Chamoiseau et Raphaël Confiant[Où ?][Quand ?][réf. souhaitée] : « Ni Européens, ni Africains, ni Asiatiques, nous nous proclamons Créole ». En effet, un des éléments principaux qui caractérise la culture créole est la langue créole, née de l’esclavage, qu’ils parlent tous, quelle que soit leur nationalité.
Jonas Rano est un ambassadeur et un défenseur du concept de « Créolitude » qu'il invente,, et mentionne pour la première fois dans son essai politique, portant le même titre, paru en 1997 aux éditions L'Harmattan. Cependant la plus ancienne mention exprimée du concept dans un lieu public remonte à une conférence tenue à Vitry-le-François en 2005[réf. nécessaire].
Une des plus grandes sources d’inspiration de Jonas Rano se trouve dans la lecture ou l’étude de l’œuvre de Léon-Gontran Damas (dont il fait le sujet de sa thèse), qui permet d’éclairer le passé et de faire naître le concept de « Créolitude ». Ce concept nouveau et moderne, qu’il va développer à partir de 1989, s’inspire directement de l’œuvre de cet écrivain et poète afro-créole. Selon Jonas Rano, la créolitude est « le lien identitaire et unifiant à partir duquel le poète Damas a bâti, avec son premier recueil, Pigment, une  nouvelle voie : sa thématique du métissage. C’est-à-dire, pour nous, l’objectif est de poser la Créolitude comme identité et spécificités d’une culture afro-créole ».
Depuis la publication du livre Créolitude aux éditions l’Harmattan et l’édition régulière de la revue Racines et Couleurs, le concept de créolitude fait école et est porté par des personnalités reconnues, notamment du monde universitaire. De nombreux témoignages en attestent[réf. nécessaire].

## Distinctions littéraires
- Chevalier des arts et des lettres (2013).
- Chevalier de l'Ordre national du Mérite (1999).
- Prix d’Excellence de l’annuaire International des artistes d’outre-Mer (1990).
- Médaille du World Congress of Poets (1989).
- Médaille de la Renaissance des arts et Lettres (1989).
- Lauréat de la Haute académie Littéraire de France (1989).
- Médaille de l’Académie Littéraire Internationale de Lutèce (1988).
- Lauréat du Club de l’amicale des Intellectuels Français (1988).
- Lauréat du prix Tristan Derenne de la ville d’orange (1988).
- Distinction « Soif nouvelle », Centre Dramatique Régional de Martinique (1991).
- Prix du Centre international de documentation et d’échanges de la Francophonie du Roman historique (1987).
- Lauréat du Prix de science-fiction des auteurs et artistes ardennais (1987).
- Prix du Théâtre des auteurs et artistes ardennais, pour « L’Our noir de Dieu » (1987).
- Prix de poésie classique de la Verte Plume, du Clos Murigny (1986).
- Prix de poésie classique de l’association des auteurs artistes ardennais (1986).
- Prix de poésie libre de la Verte Plume, du Clos Murigny (1986).
- Distinction de l’Institut académique de Paris (1985).

## Production littéraire et autres réalisations

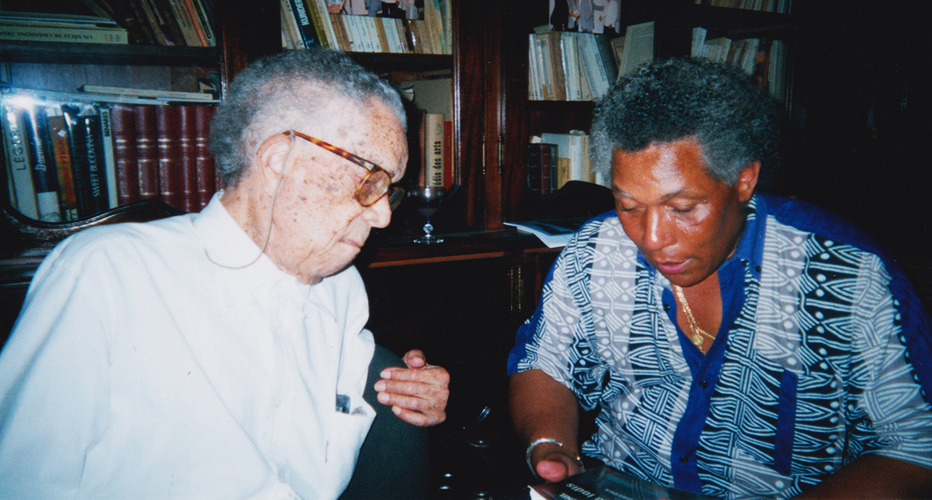
Jonas Rano en compagnie de René Ménil, fondateur de Légitime défense (Sainte-Luce, Martinique, Juin 2002)

- Édouard Glissant, rives créoles et dérives opaques, Paris : Editions Alfabarre, 2015
- Créolitude : Léon Gontran Damas et la quête d'une identité primordiale, Éditions Universitaires Européennes, 2011
- Créolitude en terres-source, Éditions scientifiques contemporaines, Paris, 2008
- « Léon-Gontran Damas, La quête d'une identité primordiale », Mémoire de DEA (Dir. Anne SPICA), Université de Metz, 1999
- Créolitude [Silences et cicatrices pour seuls témoins], Préface de Georges Ngal, L’Harmattan, 1997
- Le cri de l’espérance, éditions francophones, 1987
- Semences de vie. Wakaru, Préface du Pr Jean Metellus, Paris, éditions équinoxe des arts et Lettres, 2011.
- Ozée. L'autre rive, Paris, éditions équinoxe des arts et Lettres, 2008.
- Métis, Paris, éditions équinoxe des arts et Lettres, 2007.
- Orthensia. Et toi, tu oses et tu me tends la main, Paris, éditions France-Outre mer, 2000.
- Créolitude [Silences et cicatrices pour seuls témoins], essai politique. Préface de Georges Ngal, Paris, éditions L’Harmattan, 1998.
- Le cri de l'espèrance, Paris, éditions francophones, 1989
- La voie de mes pas, Paris, éditions La pensée universelle, 1983
- Johan (essais, trois nouvelles), édition équinoxe, 1991
- La Chair et la Pierre, Préface de Jean Marais, Médaille de l’académie Littéraire internationale de Lutèce / Lauréat du Club de l’amicale des intellectuels français / Lauréat de la Haute académie Littéraire de France. Paris, éditions équinoxe, collection « Fragments », 1990. A fait l’objet d’une mise en scène au théâtre TLP de Paris République.
- Solfèges de sylphe, Préface de Jack Lang. Paris, éditions Expression Prospective, 1987. Prix de la verte plume du Clos Murigny. Prix de poésie libre. Prix de poésie classique, de l’association des auteurs ardennais. Paris, éditions Expression prospective, 1986.
- Idées pêle-mêle, Paris, Distinction de l’Institut Académique de Paris. Paris, éditions Expression Prospective, 1985.
- L’Ours noir de Dieu, Prix du théâtre de l’association des auteurs ardennais. Pièce commandée par l’Ensemble culturel du théâtre noir, 1990. Paris, équinoxe des arts et des Lettres, 1987.